# الذهيبة
الذهيبة إحدى مدن الجمهورية التونسية، تقع في ولاية تطاوين.
بلغ عدد سكانها 3,971 نسمة في نعداد العام 2004.

## السياسة

### رؤساء البلديات
| رئيس البلدية (العمدة) | الحزب       | بداية العهدة  | نهاية العهدة  | ملاحظات                                                                    |
| --------------------- | ----------- | ------------- | ------------- | -------------------------------------------------------------------------- |
| المختار عامري         | مستقل       | 25 يونيو 2011 | 20 يونيو 2018 | رئيس نيابة خصوصية، عين بعد الثورة التونسية في 2011 إثر حل المجالس البلدية. |
| علي عامر              | حركة النهضة | 20 يونيو 2018 | الآن          | انتخب في الانتخابات البلدية التونسية 2018.                                 |

### مواضيع ذات علاقة
- ولاية تطاوين